# Brian Spencer
Brian Roy „Spinner“ Spencer (* 3. September 1949 in Fort St. James, British Columbia; † 3. Juni 1988 in Riviera Beach, Florida, USA) war ein kanadischer Eishockeyspieler, der im Verlauf seiner aktiven Karriere zwischen 1969 und 1980 unter anderem 553 Spiele für die Toronto Maple Leafs, New York Islanders, Buffalo Sabres und Pittsburgh Penguins in der National Hockey League (NHL) auf der Position des linken Flügelstürmers bestritten hat.

## Karriere
Spencer verbrachte seine Juniorenzeit zwischen 1967 und 1969 bei den Calgary Centennials, Regina Pats und Estevan Bruins in der Western Canada Hockey League (WCHL). Der Flügelstürmer wurde im NHL Amateur Draft 1969 in der fünften Runde an 55. Stelle von den Toronto Maple Leafs aus der National Hockey League (NHL) ausgewählt. Am 12. Dezember 1970, dem Tag seines ersten Aufgebots für ein NHL-Spiel, rief er seinen Vater Roy Spencer an, um diesem mitzuteilen, an dem Abend die Fernsehsendung Hockey Night in Canada einzuschalten. Er sollte in der Drittelpause ein Interview geben. Stattdessen wurde jedoch das Spiel zwischen den Vancouver Canucks und den California Golden Seals ausgestrahlt. Wutentbrannt fuhr Roy Spencer 135 Kilometer nach Prince George, wo die nächste CBC-Station lag. Dort angekommen befahl er den Angestellten mit vorgehaltener Waffe, stattdessen das Spiel der Maple Leafs auszustrahlen. Diese kamen seiner Forderung nach, alarmierten jedoch auch die Polizei. Als Spencer die Station verließ, wurde er von der Royal Canadian Mounted Police aufgehalten und nach kurzem Schusswechsel erschossen.
Nach mehreren Spielzeiten mit den Toronto Maple Leafs wurde Brian Spencer im Zuge des NHL Expansion Draft 1972 zu den New York Islanders transferiert. 1975 wurde er im Tausch für Doug Rombough von den Buffalo Sabres übernommen. In der Saison 1974/75 hatte Spencer mit zwölf Toren und 29 Assists seine beste Saison im Trikot der Sabres. Spencer spielte in Buffalo gut und war bei den Fans im Buffalo Memorial Auditorium äußerst beliebt. Seine Schnelligkeit, Robustheit und sein aggressives Spiel wurden von den Fans bewundert. Spencer entwickelte sich zu einem soliden Zweiwegespieler. Im September 1977 wurde er im Tausch für Ron Schock an die Pittsburgh Penguins abgegeben.
Seine offensive Produktion nahm bei den Penguins aufgrund eines Wechsels auf eine defensivere Position ab. Spencer bestritt seine letzte NHL-Saison 1978/79, als er sieben Spiele für Pittsburgh bestritt. Danach beendete er seine Spielerkarriere in der American Hockey League (AHL) mit Einsätzen für die Binghamton Dusters, Springfield Indians und Hershey Bears, ehe er nach der Saison 1979/80 seinen Rücktritt bekannt gab.

## Tod
Nach seiner Karriere wurde Spencer alkoholkrank und zunehmend gewalttätig. 1987 wurde er wegen Entführung und Mord an einer Prostituierten angeklagt und sah sich mit der Todesstrafe konfrontiert. Familie und Freunde, einschließlich ehemaliger Teamkollegen, versuchten ihm zu helfen. Rick Martin, ehemaliger Sabres-Teamkollege, sagte etwa als Leumundszeuge aus. Die Geschworenen sprachen Spencer im März 1988 aus Mangel an Beweisen unschuldig und Spencer gelobte, sein Leben zu ändern. Trotz des Freispruchs und eines Umzugs nach Florida geriet Spencers Leben weiter außer Kontrolle. Drei Monate später kam er, wie schon sein Vater, gewaltsam ums Leben: Bei einem Raubüberfall nach einem Crack-Kauf in Riviera Beach, Florida, wurde er erschossen. Spencer hinterließ fünf Kinder aus zwei Ehen und seinen Zwillingsbruder Byron.
Ein Buch über Brians Leben, Gross Misconduct: The Life of Spinner Spencer, geschrieben von Martin O’Malley, wurde 1993 von Paul Gross unter der Regie von Atom Egoyan zu einem für das kanadische Fernsehen gedrehten Film mit dem Titel Gross Misconduct: The Life of Brian Spencer verfilmt.

## Karrierestatistik
(Legende zur Spielerstatistik: Sp oder GP = absolvierte Spiele; T oder G = erzielte Tore; V oder A = erzielte Assists; Pkt oder Pts = erzielte Scorerpunkte; SM oder PIM = erhaltene Strafminuten; +/− = Plus/Minus-Bilanz; PP = erzielte Überzahltore; SH = erzielte Unterzahltore; GW = erzielte Siegtore; 1 Play-downs/Relegation; Kursiv: Statistik nicht vollständig)